# Rudi (Moldavië)
Rudi is een gemeente in de Moldavische bestuurlijke eenheid (unitate administrativ-teritorială) Soroca. Van 1999 tot 2003 was het een deelgemeente (localități) van de gemeente Tătărăuca Veche in het toenmalige departement (județul) Soroca.
Rudi ligt aan de rechteroever van de Dnjestr, 170 km van de hoofdstad Chisinau.
In de gemeente bevindt zich een meetpunt van de Geodetische boog van Struve, opgenomen in de Werelderfgoedlijst.